# Eugène-Henri Gravelotte
Eugène Henry Gravelotte, född 6 februari 1876 i Paris, död 23 augusti 1939 i Bénodet, var en fransk fäktare.
Gravelotte blev olympisk guldmedaljör i florett vid sommarspelen 1896 i Aten.